# Denotowanie (rozprawa)
Denotowanie (przekład Jerzego Pelca) – rozprawa autorstwa Bertranda Russella, opublikowana po raz pierwszy po angielsku w 1905 roku, w kwartalniku „Mind” (On Denoting, „Mind”, New Series, Vol. 14, No. 56. (Oct., 1905), s. 479-493).
Tekst Russella uważany jest za jedno z pism inaugurujących współczesną filozofię języka. Stanowił on w pewnym sensie krytyczną odpowiedź na wydany kilka lat wcześniej artykuł Gottloba Fregego, Sens i nominat (1892) oraz na pisma Alexiusa Meinonga.
W tekście tym Russell zaproponował oryginalną teorię deskrypcji: wprowadził (ważne zwłaszcza dla języków pozycyjnych) rozróżnienie między deskrypcjami określonymi i nieokreślonymi. Przedstawia on również rozwiązanie problemu prawdziwości zdań denotujących przedmioty lub zjawiska typu „Współczesny król Francji”